# Oskar Simony

Oskar Simony

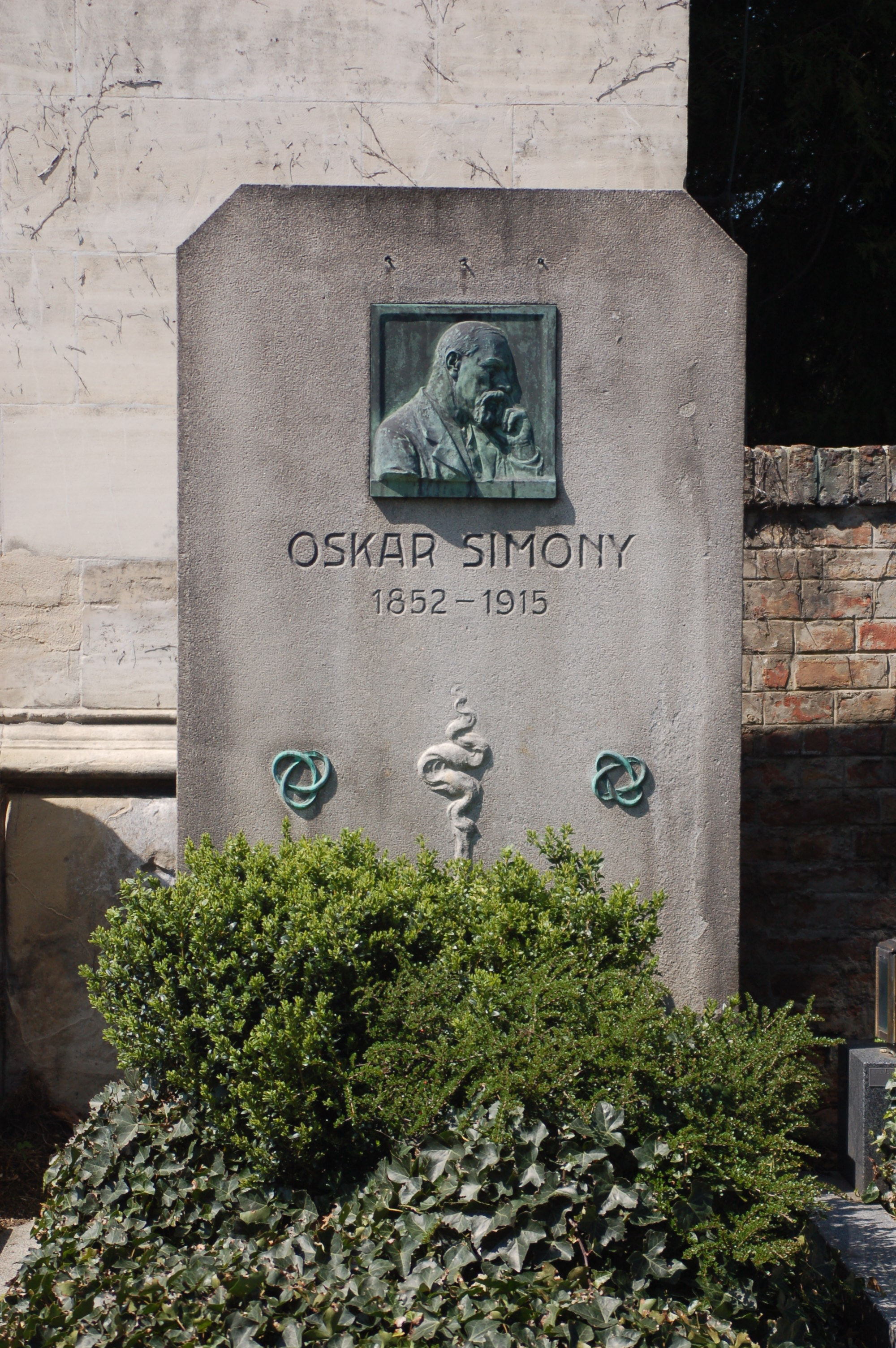
Ehrengrab von Oskar Simony auf dem Pötzleinsdorfer Friedhof

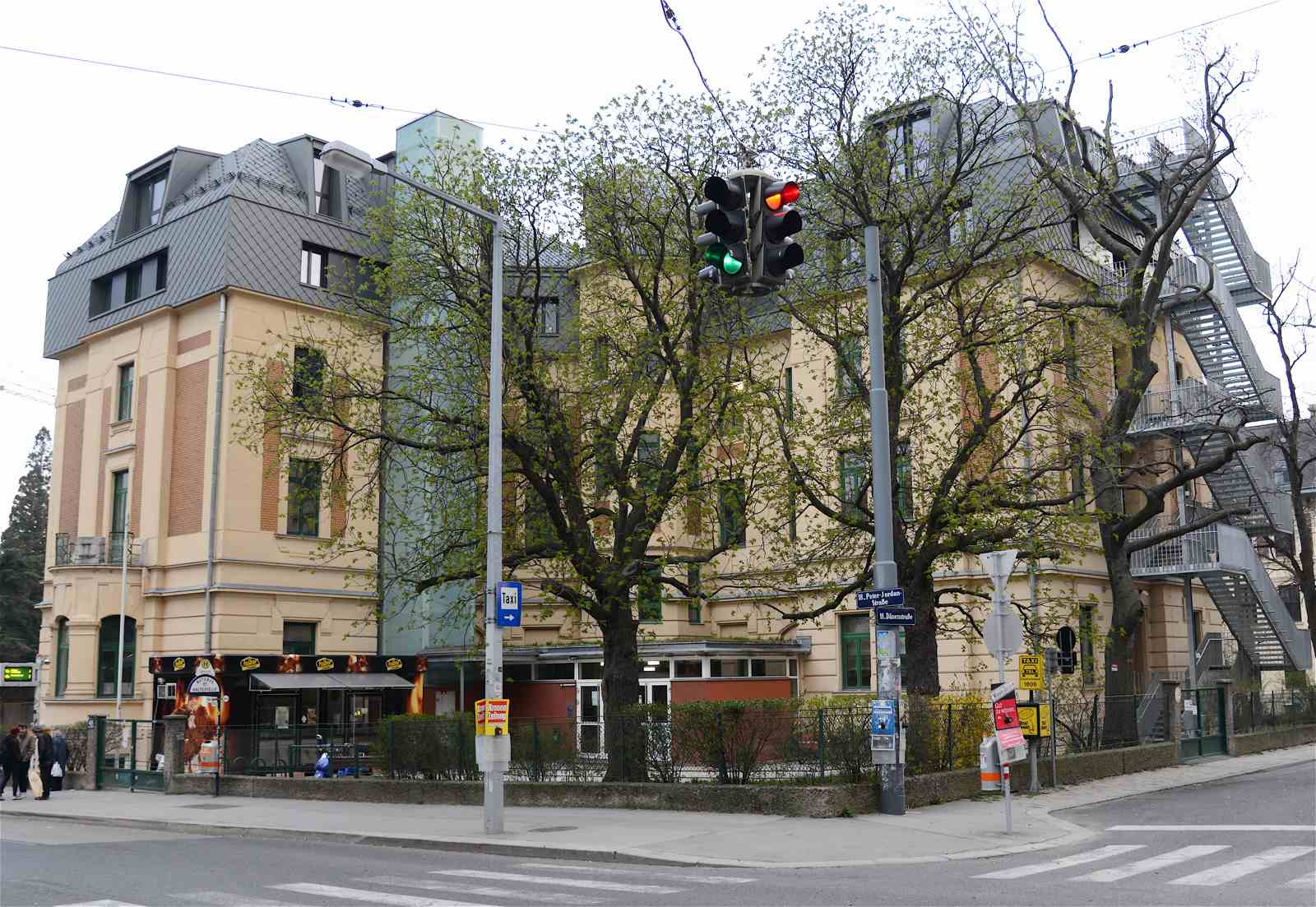
Oskar-Simony-Haus der Universität für Bodenkultur Wien, 1180 Wien, Peter-Jordan-Straße 65

Oskar Simony (* 23. April 1852 in Wien; † 6. April 1915 ebenda) war ein österreichischer Mathematiker, Physiker und Universitätslehrer an der Hochschule für Bodenkultur in Wien.

## Leben
Oskar Simony war der Sohn des Geographen und Alpenforschers Friedrich Simony. Nach Studium der Mathematik und Physik an der Universität Wien (Promotion 1874) wurde er ebendort Privatdozent für Mathematik und theoretische Physik. 
Nach seiner Habilitation an der Universität Wien 1875 arbeitete er in unterschiedlichen Funktionen an der Hochschule für Bodenkultur. Im Jahr 1890 wurde er dort zum Ordentlichen Professor für die Fächer Mathematik, Physik und Mechanik berufen. An der Wiener Hochschule für Bodenkultur trat er in besonderer Weise als Wohltäter der Studenten hervor. Im Jahr 1888 wurde er zum Mitglied der Leopoldina gewählt.
Nach 37 Jahren Lehr- und Forschungstätigkeit an der Hochschule für Bodenkultur Wien trat er in den Ruhestand. Danach vollendete er noch sein Lebenswerk „Primzahlenrechnungen für das Successionsgesetz der reellen Primzahlen“.
1915 erlitt Oskar Simony einen Schlaganfall mit der Folgeerscheinung einer rechtsseitigen Lähmung. Am 6. April 1915 stürzte er sich aus dem Fenster seiner im 2. Stock gelegenen Wiener Wohnung in den Tod. Seine sterblichen Überreste ruhen in einem Ehrengrab auf dem Pötzleinsdorfer Friedhof im 18. Wiener Gemeindebezirk. Sein Nachlass befindet sich in der Bibliothek der Universität für Bodenkultur Wien.

## Expeditionen und Forschungsreisen
Oskar Simony nahm mehrfach an Expeditionen teil und unternahm ausgedehnte Forschungsreisen auf die Kanarischen Inseln (1888–90) sowie nach Südarabien und der Insel Sokotra (1898/99). Mit den auf seinen Reisen zusammengetragenen Schmetterlingssammlungen ging er in die Geschichte des Naturhistorischen Museums in Wien ein.

## Ehrungen
- Im 14. Wiener Gemeindebezirk ist die Oskar-Simony-Straße nach ihm benannt.
- Im Jahr 1960 wurde das ehemalige Kaiser-Franz-Josef-Studentenheim und nachmalige Universitätsgebäude der Universität für Bodenkultur Wien an der Peter-Jordan-Straße im 18. Wiener Gemeindebezirk zu Ehren Oskar Simonys offiziell „Oskar-Simony-Haus“ benannt.
- Die Universitätsbibliothek für Bodenkultur der Universität für Bodenkultur Wien ehrte Oskar Simony im Jahr 2015 mit der Gestaltung einer Ausstellung (Ausstellungstitel: „Oskar Simony – Mathematiker, Forscher, Wohltäter“).
- Die El-Hierro-Rieseneidechse (Gallotia simonyi, ursprünglich Lacerta simonyi) erhielt ihren wissenschaftlichen Namen zur Ehrung von Oskar Simony.